# Cassiano Basso
Cassiano Basso, soprannominato Scolastico (fl. VI secolo), è stato un agronomo greco antico.

## Biografia
A lui si attribuisce la gran parte della raccolta più tardi conosciuta con il nome di Geoponica, che rappresenta l'unica fonte di notizie biografiche.
Cassiano era originario di Marotine, luogo non ben determinato (forse in Bitinia o addirittura in Numidia). Dall'appellativo Scolastico alcuni studiosi deducono che sia vissuto durante il VI secolo nell'impero bizantino. Certamente apparteneva alla gens Cassia così come Cassio Dione Cocceiano e Cassio Dionisio che scrissero altre opere in greco.
Viene presentato spesso come l'autore di un trattato greco sull'agricoltura, i Geoponica, una delle rare opere enciclopediche sulla campagna che l'antichità ci ha tramandato.
La storia dell'elaborazione progressiva del testo è assai complessa. Nella sua versione finale i Geoponica sembrano essere composti nel X secolo per ordine dell'imperatore Costantino VII Porfirogenito, e basati su un'opera su degli anonimi Passi scelti di agricoltura, risalenti a quattro secoli prima. Anche Cassiano si era limitato a riprendere e adattare una compilazione anteriore: la Sinossi delle pratiche agricole scritta nel quarto secolo da Vindonio Anatolio di Beyrut, giurista e amico di Libanio.
I Geoponica, stampati per la prima volta nel 1539, contengono interessanti particolari sull'agricoltura del mondo antico. L'ultima edizione commentata è quella di Johann Nicolaus Niclas del 1781. Al 1543 risale la traduzione francese di Antoine Pierre de Narbonne e al 1812 quella di Charles Ambroise de Caffarelli du Falga. 
L'edizione scientifica di riferimento è quella di Heinrich Beckh nel 1895.

## Opere
- (FR) Les XX Livres de Constantin Cesar, ausquelz sont traictez les bons enseignemens d'Agriculture : traduictz en Francoys par M. Anthoine Pierre, chez Jehan et Enguilbert de Marnef, 1543. Bâle
- Cassianus Bassus, Geoponica sive Cassiani Bassi Scholastici De Re Rustica Eclogae, Heinrich Beckh éd., Teubner, 1895 (1994).